# みてはいけない
『みてはいけない』は、ディンプルから2008年8月7日に発売されたニンテンドーDS用ホラーアドベンチャーゲーム。
画面に表示される写真から心霊を探し出し、タッチペンでなぞることで除霊するという趣向になっている。「心霊写真モード」はDS本体の上画面に表示されるナレーションを基に下画面の心霊を制限時間内に全て見つける内容で、時間経過ごとにヒントが出されるとともに恐怖感をあおる演出が挿入される。「ノロイの家モード」は「心霊写真モード」が進行するごとに家や家族が呪われていくさまが描かれるアドベンチャーゲームで、呪いから解放することが目的となる。
イメージキャラクターとして夏目ナナを起用している。